# Penicillin (Band)
Penicillin ist eine japanische Band, die sich dem J-Rock zurechnen lässt. Ihre Anfänge lagen auch im Visual Kei und Penicillin avancierten schnell zu den größten Bands dieser Kategorie, legten ihr Visual-Kei-Image nach 1997 jedoch ab.

## Biografie

### Indies
Penicillin wurde 1992 von vier Freunden der Tōkai-Universität gegründet und bestand aus Sänger Gisho, Gitarrist Chisato und Schlagzeuger O-Jiro. Als Hakuei hinzukam, übernahm dieser den Posten des Sängers, Gisho spiele daraufhin den E-Bass. Der zweite Gitarrist Shaisuke blieb lediglich im Gründungsjahr und trat aus der Band aus, um später der Band Baiser beizutreten. Die Band verblieb daraufhin bis 2007 mit den vier Mitgliedern.
Penicillins erstes Konzert erfolgte noch im Jahr. Ihr erstes Minialbum Penicillin Shock wurde 1994 veröffentlicht und von Kiyoshi (ex-Media Youth, ex-Spread Beaver, Supportband von hide) produziert. Einige Monate folgte Missing Link, 1995 zwei weitere Minialben.

### Major
Aufgrund ihres Erfolges beschlossen Penicillin 1996, einen Major Vertrag bei Eastwest Japan zu unterzeichnen, bei dem im Juni 1996 ihr Majordebüt Vibe veröffentlicht wurde. Auf das Album Indwell folgte dann eine Pause, die für Soloprojekte genutzt werden sollte.
Aus der Pause kamen die Musiker 1997 verändert zurück, das Visual-Kei-gemäße Aussehen blieb weg, die Musik wurde auf den folgenden Alben Limelight und Ultimate Velocity poppiger.
1998 entschlossen sich Penicillin zu einer Erweiterung ihres künstlerischen Schaffens: Zunächst stellte Hakuei in dem Film 30~Thirty sein Können unter Beweis, danach produzierte die Band eine Oper, die auf Shakespeares’ Hamlet basierte. Während Kiyoshi von Spread Beaver die Musik komponierte, übernahmen Chisato die Rolle des Horatio und Gisho die Rolle des Laertis. O-Jiros Rolle wurde als Kaninchen tituliert.
Das erste Best-of-Album der Band erschien 1999 mit dem Titel This is Penicillin 1994–1999, es folgte die Single Nice in Lip + L. 2000 brachte die Band das experimentellere Union Jap heraus. Die Single-Auskopplung Ultrider wurde als Ending-Theme zur Anime-TV-Serie Kindaichi Shounen verwendet.

### Back to the roots
Im Jahr 2001 gaben Penicillin den Major-Status auf und veröffentlichten die Singles Inazuma und Limit Complex c/w Juliet, die wieder rockiger waren. Das im November des Jahres erschienene Album Nuclear Banana konnte kommerziell zwar nicht ganz an frühere Zeiten anschließen, aber es verkaufte sich auch nicht allzu schlecht.
Neben der Weiterverfolgung ihrer Soloprojekte veröffentlichten Penicillin FLOWER CIRCUS (2004), hell bound heart (2005) und zwei Singles im Jahr 2006.
Das Jahr 2007 markierte das 15-jährige Bandjubiläum, das mit der Single Grind Candy und einem Special Lives am Valentinstag im Shibuya O-East gefeiert wurde. Ende Februar desselben Jahres erschien ein neues Album namens Blue Heaven, an das eine Tour angeschlossen wurde.
Am 20. Mai, nach dem letzten Konzert der Tour, verließ Bassist Gisho die Band.

## Mitglieder
- Hakuei (* 16. Dezember 1970 in Kushima, Präfektur Miyazaki) – Sänger

Als seine Eltern sich scheiden ließen, zog er mit seiner Mutter nach Hirosaki, Präfektur Aomori. Er studierte an der Tokai-Universität. 1996 machte er sein Solodebüt mit der Single Zeus. 1997 spielte er die Hauptrolle in dem Film 30~Thirty und 1998 den Hamlet in der Rockoper Hamlet, die von Kiyoshi geschrieben wurde. Seit 1999 ist er Mitglied bei der Band Machine zusammen mit Kiyoshi. Momentan modelt Hakuei außerdem für das Label Black Peace Now und malt Manga-Strips für die Musikzeitschrift Fool’s Mate, die Susume! Tonosama genannt werden. Darüber hinaus ist er ein Mitglied der Geheimband Kaizoku, die nur geheime Lives spielt. Wenn Penicillin ein Live an seinem Geburtstag spielen, wird es Super Heart Core genannt.
- Chisato (千聖, * 4. Oktober 1971 in der Präfektur Tokio) – Gitarrist

Auch Chisato studierte an der Tokai-Universität. Sein Solodebüt legte er 1996 mit Dance with the wild things vor. Im Zuge seiner Solokarriere hat er es bis in prestigeträchtige Konzerthallen wie das Budokan geschafft. In den 1990er Jahren schrieb der Musik für die Band Aucifer. Momentan ist er solo als MSTR mit der Band Crack6 unterwegs uns spielt ebenfalls als Chisato als Support-Gitarrist bei Acid Black Cherry. Wenn Penicillin ein Live an seinem Geburtstag spielen, nennt sich das Rock x Rock.
- O-Jiro (* 14. September 1972 in der Präfektur Chiba) – Schlagzeuger

Auch O-Jiro studierte an der Tokai-Universität, machte aber keinen Abschluss. Sein Geburtstags-Gig nennt sich Tono!Gig.
- Gisho (* Mai 1972 in der Präfektur Hyōgo) – ehemaliger Bassist

Gisho machte seinen Abschluss in BWl an der Tokai-Universität. Für seine Solokarriere nutzt er den Namen Jun Otaki. Er hat in dem Film Shonan Bakuzo Zuku Arakure Knight mitgespielt. 2001 stieg er bei Omega Project Holdings ein und wurde in den Vorstand des Unternehmens gewählt. Da er ein Fan von Keanu Reeves ist, werden seine Geburtstags-Lives Gishorix Revolution genannt.

## Diskografie

### Studioalben
| Jahr | Titel                                                   | Höchstplatzierung, Gesamtwochen, AuszeichnungChartsChartplatzierungen (Jahr, Titel, Platzierungen, Wochen, Auszeichnungen, Anmerkungen) | Anmerkungen                                           |
| Jahr | Titel                                                   | JP | Anmerkungen                                           |
| ---- | ------------------------------------------------------- | --- | ----------------------------------------------------- |
| 1994 | Penicillin Shock                                        | — | Erstveröffentlichung: 30. Mai 1994                    |
| 1995 | God of Grind – Real Penicillin Shock                    | — | Erstveröffentlichung: 20. Juni 1995                   |
| 1995 | Earth                                                   | JP42 (3 Wo.)JP | Erstveröffentlichung: 30. September 1995 EP           |
| 1995 | Into the Valley of the Dolls                            | JP45 (3 Wo.)JP | Erstveröffentlichung: 30. September 1995 EP           |
| 1995 | Missing Link                                            | JP46 (2 Wo.)JP | Erstveröffentlichung: 25. Oktober 1995                |
| 1996 | Vibe∞                                                   | JP10 (4 Wo.)JP | Erstveröffentlichung: 26. Juni 1996                   |
| 1996 | Indwell                                                 | — | Erstveröffentlichung: 24. Juli 1996                   |
| 1996 | Fly Penicillin                                          | JP35 (3 Wo.)JP | Erstveröffentlichung: 27. November 1996 feat. Chisato |
| 1997 | Limelight                                               | JP8 (5 Wo.)JP | Erstveröffentlichung: 2. Juli 1997                    |
| 1998 | Ultimate Velocity                                       | JP2 Gold · (5 Wo.)JP | Erstveröffentlichung: 21. Oktober 1998                |
| 1999 | This is Penicillin 1994–1999                            | JP6 (4 Wo.)JP | Erstveröffentlichung: 6. Oktober 1999 Kompilation     |
| 2000 | Union Jap                                               | JP19 (2 Wo.)JP | Erstveröffentlichung: 24. Mai 2000                    |
| 2001 | Singles                                                 | JP48 (1 Wo.)JP | Erstveröffentlichung: 21. Februar 2001 Kompilation    |
| 2001 | Nuclear Banana                                          | JP27 (2 Wo.)JP | Erstveröffentlichung: 7. November 2001                |
| 2002 | No.53                                                   | JP48 (1 Wo.)JP | Erstveröffentlichung: 30. Oktober 2002                |
| 2003 | Kakkaku (赫赫)                                          | — | Erstveröffentlichung: 1. Oktober 2003                 |
| 2004 | Flower Circus                                           | JP44 (2 Wo.)JP | Erstveröffentlichung: 20. Oktober 2004                |
| 2005 | Hell Bound Heart                                        | JP72 (2 Wo.)JP | Erstveröffentlichung: 23. November 2005               |
| 2007 | Blue Heaven                                             | JP87 (1 Wo.)JP | Erstveröffentlichung: 28. Februar 2007                |
| 2008 | Supernova                                               | JP71 (1 Wo.)JP | Erstveröffentlichung: 26. November 2008               |
| 2009 | Cell                                                    | JP52 (2 Wo.)JP | Erstveröffentlichung: 4. November 2009                |
| 2011 | Will                                                    | JP31 (2 Wo.)JP | Erstveröffentlichung: 2. März 2011                    |
| 2012 | 20th Anniversary Fan Selection Best Album Dragon Hearts | JP27 (2 Wo.)JP | Erstveröffentlichung: 11. April 2012 Kompilation      |
| 2012 | 20th Anniversary Member Selection Best Phoenix Star     | JP75 (1 Wo.)JP | Erstveröffentlichung: 5. Dezember 2012 Kompilation    |
| 2014 | Ruriiro no Providence (瑠璃色のプロヴィデンス)          | JP31 (2 Wo.)JP | Erstveröffentlichung: 19. März 2014                   |
| 2015 | Memories ~Japanese Masterpiece~                         | JP51 (1 Wo.)JP | Erstveröffentlichung: 18. März 2015 Coveralbum        |
| 2016 | Lunatic Lover                                           | JP35 (1 Wo.)JP | Erstveröffentlichung: 9. November 2016                |
| 2017 | Lover’s Melancholy                                      | JP41 (2 Wo.)JP | Erstveröffentlichung: 20. September 2017              |
| 2018 | Megalomania no Tsubasa (メガロマニアの翼)               | JP40 (2 Wo.)JP | Erstveröffentlichung: 7. November 2018                |
| 2019 | Kowloon Head (九龍頭 -Kowloon Head-)                    | JP46 (2 Wo.)JP | Erstveröffentlichung: 6. November 2019                |
| 2022 | Paraiso (パライゾ)                                      | JP25 (1 Wo.)JP | Erstveröffentlichung: 2. November 2022                |
| 2023 | 30 -thirty-Universe                                     | JP45 (1 Wo.)JP | Erstveröffentlichung: 1. Februar 2023                 |

### Singles
| Jahr | Titel Album                                                                                      | Höchstplatzierung, Gesamtwochen, AuszeichnungChartsChartplatzierungen (Jahr, Titel, Album, Platzierungen, Wochen, Auszeichnungen, Anmerkungen) | Anmerkungen                                            |
| Jahr | Titel Album                                                                                      | JP | Anmerkungen                                            |
| ---- | ------------------------------------------------------------------------------------------------ | --- | ------------------------------------------------------ |
| 1995 | In the Kingdom of the Moonlight –                                                                | — | Erstveröffentlichung: 30. September 1995               |
| 1996 | Melody / Mother Goose (Melody / マザー・グース) –                                                | — | Erstveröffentlichung: 25. Januar 1996                  |
| 1996 | Blue Moon –                                                                                      | JP17 (6 Wo.)JP | Erstveröffentlichung: 15. März 1996 Major-Debüt-Single |
| 1996 | Imitation Love –                                                                                 | JP15 (5 Wo.)JP | Erstveröffentlichung: 15. Mai 1996                     |
| 1997 | 99banme no yoru (99番目の夜) –                                                                   | — | Erstveröffentlichung: 19. März 1997                    |
| 1997 | Dead or Alive –                                                                                  | — | Erstveröffentlichung: 28. Mai 1997                     |
| 1997 | Yoru wo Buttobase (夜をぶっとばせ) –                                                             | — | Erstveröffentlichung: 25. Juni 1997                    |
| 1998 | Romance (ロマンス) –                                                                             | JP4 Platin · (17 Wo.)JP | Erstveröffentlichung: 25. Januar 1998                  |
| 1998 | Make Love –                                                                                      | JP8 Gold · (9 Wo.)JP | Erstveröffentlichung: 30. Mai 1998                     |
| 1998 | Crash –                                                                                          | JP4 Gold · (6 Wo.)JP | Erstveröffentlichung: 9. September 1998                |
| 1998 | Dead or Alive –                                                                                  | JP12 (4 Wo.)JP | Erstveröffentlichung: 21. Oktober 1998                 |
| 1998 | Butterfly –                                                                                      | JP24 (4 Wo.)JP | Erstveröffentlichung: 26. November 1998                |
| 1999 | Nice in Lip+L –                                                                                  | JP9 (4 Wo.)JP | Erstveröffentlichung: 1. September 1999                |
| 2000 | Risou no shita (理想の舌) –                                                                      | JP20 (3 Wo.)JP | Erstveröffentlichung: 23. Februar 2000                 |
| 2000 | Ultrider (ウルトライダー) –                                                                      | JP23 (2 Wo.)JP | Erstveröffentlichung: 17. Mai 2000                     |
| 2000 | Japanese Industrial Students –                                                                   | JP25 (2 Wo.)JP | Erstveröffentlichung: 17. Mai 2000                     |
| 2001 | Inazuma (イナズマ) –                                                                             | JP47 (2 Wo.)JP | Erstveröffentlichung: 24. Januar 2001                  |
| 2001 | Limit Complex (リミットコンプレックス) –                                                         | — | Erstveröffentlichung: 30. Mai 2001                     |
| 2001 | Fukai no Suna / St. Marian Hurricane (腐海の砂 / 聖・Marian Hurricane) –                         | JP24 (2 Wo.)JP | Erstveröffentlichung: 28. November 2001                |
| 2002 | New Future –                                                                                     | JP42 (1 Wo.)JP | Erstveröffentlichung: 26. Juni 2002                    |
| 2002 | Hanazono Kinema (花園キネマ) –                                                                   | JP27 (2 Wo.)JP | Erstveröffentlichung: 19. September 2002               |
| 2003 | Yojigen Diver / Shonen Diver (四次元ダイバー・少年ダイバー) –                                    | JP46 (2 Wo.)JP | Erstveröffentlichung: 28. Mai 2003                     |
| 2003 | Byakuro no Mai (白髏の舞) –                                                                      | — | Erstveröffentlichung: 27. November 2003                |
| 2004 | Samurai Boy / Love Dragoon –                                                                     | — | Erstveröffentlichung: 26. Mai 2004                     |
| 2005 | Freesia (フリージア) –                                                                           | JP50 (2 Wo.)JP | Erstveröffentlichung: 2. Februar 2005                  |
| 2005 | Jump#1 / Hakana (Jump#1 / ハカナ) –                                                              | JP30 (2 Wo.)JP | Erstveröffentlichung: 28. September 2005               |
| 2006 | Tsuki Senko Teru / Zero (月千古輝/零) –                                                          | JP42 (2 Wo.)JP | Erstveröffentlichung: 15. März 2006                    |
| 2006 | Hyper Chord / Hyper Kids ~Tokai Daigaku Monogatari~ (Hyper Chord / Hyper Kids～東海大学物語～) – | JP35 (2 Wo.)JP | Erstveröffentlichung: 27. September 2006               |
| 2007 | Grind Candy / Eden (Grind Candy / エデン) –                                                      | JP33 (2 Wo.)JP | Erstveröffentlichung: 31. Januar 2007                  |
| 2008 | Sun (太陽, Taiyo) –                                                                              | JP45 (2 Wo.)JP | Erstveröffentlichung: 23. April 2008                   |
| 2008 | Rainbow / Scream –                                                                               | JP37 (2 Wo.)JP | Erstveröffentlichung: 20. August 2008                  |
| 2009 | Blackhole –                                                                                      | JP26 (2 Wo.)JP | Erstveröffentlichung: 8. Mai 2009                      |
| 2009 | Warp –                                                                                           | JP24 (2 Wo.)JP | Erstveröffentlichung: 2. September 2009                |
| 2010 | Rosetta –                                                                                        | JP28 (2 Wo.)JP | Erstveröffentlichung: 4. August 2010                   |
| 2013 | Gensō Catharsis (幻想カタルシス) –                                                               | JP22 (1 Wo.)JP | Erstveröffentlichung: 9. Oktober 2013                  |
| 2014 | Sol –                                                                                            | JP32 (3 Wo.)JP | Erstveröffentlichung: 10. September 2014               |
| 2015 | Stranger –                                                                                       | JP18 (2 Wo.)JP | Erstveröffentlichung: 14. Oktober 2015                 |